# Буонарроти, Филиппо
Филиппо Джузеппе Мария Людовико Микеле Буонарро́ти, во французской традиции Филипп(-Мишель) Буонаротти (итал. Filippo Giuseppe Maria Ludovico Buonarroti, Filippo Michele Buonarroti, фр. Philippe Buonarroti, Philippe-Michel Buonarotti; 11 ноября 1761, Пиза — 17 сентября 1837, Париж) — итальянский и французский политический деятель и революционер, масон, издатель.

## Биография
Получил хорошее образование в старинной аристократической семье, считающей в числе своих предков знаменитого Микеланджело. Учился литературе и юриспруденции в Пизанском университете (доктор права), где начал издавать газету «Gazetta Universale». Познакомившись с энциклопедистами и в особенности с сочинениями Жан-Жака Руссо, Буонарроти стал горячим приверженцем идей, воодушевлявших первых деятелей Великой французской революции. Навлекши на себя своим свободомыслием гнев великого герцога тосканского Леопольда II, Буонарроти бежал (1790) на Корсику, где активно выступал против сторонников отделения острова от Франции, писал в «Giornale patriottico di Corsica». Там же познакомился с семьёй Бонапартов. Начал издавать журнал «l’Amico della liberta italiana» и основывать демократические союзы, разветвления которых распространились по всей Италии. Вернувшись в июне 1791 года в родную Тоскану, был подвергнут аресту.
Когда во Франции была провозглашена Первая французская республика, Буонарроти явился в Париж и сразу занял влиятельное положение в клубе якобинцев и партии монтаньяров. 27 мая 1793 года Национальный конвент даровал Буонарроти звание французского гражданина и послал его на Корсику, чтобы воспрепятствовать сепаратисту Паскалю Паоли передать остров в руки англичан. Но он явился туда слишком поздно. Через некоторое время Буонарроти был назначен гражданским комиссаром в итальянскую армию. В 1794—1795 годах был национальным агентом в Онелье. После падения Робеспьера (1794) он, как сторонник якобинства, был арестован термидорианским властями, но через несколько месяцев выпущен. В тюрьме Плесси он познакомился с Гракхом Бабёфом и стал поклонником его идей.
Оказавшись на свободе (1795), принял активное участие в деятельности «Общества Пантеон» (клуб Пантеона). Встречи проходили в трапезной бывшего Монастыря святой Женевьевы, близость которого к знаменитой усыпальницы «Пантеон» и дала имя обществу. Когда левые настроения в клубе стали преобладающими, по решению Директории от 7 вантоза IV года Общество было закрыто. 9 вантоза эту миссию выполнил лично командующий «внутренней армией» (то есть парижским гарнизоном) генерал Бонапарт. Для бабувистов следующим этапом борьбы с Директорией стал «Заговор Равных».
«Тайная директория общественного спасения» была создана 10 жерминаля IV года (30 марта 1796 года). В ней изначально было четыре члена:
- Гракх Бабёф
- Феликс Лепелетье
- Сильвен Марешаль
- Пьер Антуан Антонелль.

Но вскоре в состав Тайной директории вошли:
- Филипп Буонарроти
- Огюстен-Александр Дарте
- Робер-Франсуа Дебон (Debon; 1755—?) — до Революции жил в Англии и США, был арестован после 9 термидора, в тюрьме Плесси познакомился с Бабёфом и Буонарроти.

Тайная Директория просуществовала лишь 40 дней. Арестовано было около 250 человек, привлечено к суду — 65, по словам Буонарроти, только половина прямо или косвенно имела отношение к заговору. Суд проходил из страха беспорядков в городе Вандоме. 56 человек было оправдано, 7 подсудимых, в том числе Жермен и Буонарроти, приговорены к ссылке, ещё 2 — Бабёф и Дарте — к гильотине. Арестованный 22 флореаля и помещенный вместе с Бабёфом в башню Тампль, затем преданный вандомскому суду, Буонарроти вместо защиты смело изложил судьям свой идеал социального переустройства.
Г. Бабёф и О.-А. Дарте были казнены 8 прериаля V года (27 мая 1797 года). К высылке были приговорены: Жермен, Казен, Блондо, Буэн, Моруа, Менесье. В Шербурскую крепость на острове Пеле их везли в железной клетке. Затем Буонарроти был заключен на острове Олерон. В 1800 году по личному указанию Наполеона заключение было заменено для Буонарроти простым полицейским надзором в городке Соспелло департамента Приморские Альпы.
В 1801 году Наполеон хотел привлечь на свою сторону Буонарроти, предложив ему важный служебный пост, но Буонарроти, угадывая честолюбивые замыслы знакомого ему с острова Корсика Бонапарта, отверг его предложения. Непримиримый революционер и республиканец, Буонарроти, пользуясь своим местожительством на границе Франции и Италии, стремился завязать более тесные отношения между республиками обеих стран.
Переведенный в 1806 году в Гренобль, Буонарроти не переставал составлять замыслы против Наполеона. После Реставрации Бурбонов Буонарроти поселился в Женеве, продолжая с непреклонной энергией пропагандировать свои идеи. Жестокое подавление движения 1820—21 годов в Пьемонте и Неаполе не лишило его мужества; несмотря на свои скудные средства, добываемые уроками, он давал широкое гостеприимство всем беглецам и изгнанникам. По политическим причинам разорвал отношения с Джузеппе Мадзини.
В 1828 году он принужден был оставить Женеву и отправился в Брюссель, где издал во исполнение предсмертной воли Бабёфа «Заговор во имя равенства, именуемый заговором Бабёфа» (фр. «Conspirantion pour l’Egalite, dite de Babeuf, suivie du proces auquel elle donna lieu»). Июльская революция (1830) во Франции оживила его надежды и призвала его в Париж, где провёл последние годы жизни. Буонарроти умер в 1837 году, оставшись до конца своей жизни строгим, неподкупным идеалистом-республиканцем. Архив Буонарроти находился у Бодемана, а после его смерти был передан в Национальную библиотеку Франции (1910).
В обосновании коммунистических идей Буонарроти отличался от Бабёфа следующим: значительным приятием рационализма и деизма, сочувствием возможности бессмертия души и, вследствие того, религиозному обоснованию социализма у Анри Сен-Симона. Признавал необходимость установления революционной диктатуры сразу после восстания. Оказал влияние на взгляды Л. О. Бланки и других представителей французского утопического коммунизма 30—40-х гг. В процессе подготовки революции Буонарроти придавал решающее значение созданию нелегальной, иерархичной и строго законспирированной организации. Эти взгляды были восприняты бланкистами.

## Работы
- Histoire des sociétés secrètes de l’armée (1815)
- Conspiration des égaux (1828)
- Histoire de la Conspiration pour l'Égalité dite de Babeuf (1828)
- Riflessi sul governo federativo applicato all’Italia (1831)
- Del governo d’un popolo in rivolta per conseguire la libertà (1833)
- Observations sur Maximilien Robespierre (1836)